# Concerts Pasdeloup
Con Concerts Pasdeloup si intende indicare la stagione di concerti tenuta a Parigi dall'Orchestre Pasdeloup.

## Storia
Fondata nel 1861 da Jules Pasdeloup con il nome di Concerts Populaires, l'Orchestre Pasdeloup è la più antica orchestra francese in attività. Target della sua attività concertistica fu inizialmente un pubblico escluso, per questioni di censo, dalle serate musicali parigine. Tenne a lungo infatti i suoi concerti domenicali nella vasta rotonda del Cirque d'hiver a Parigi. Il concerto inaugurale ebbe luogo il 27 ottobre 1861, con un'orchestra di 80 elementi che presentò il seguente programma:
- Ouverture dell'Oberon di Carl Maria von Weber
- Sinfonia n. 6 di Ludwig van Beethoven
- Concerto per violino e orchestra op. 64 di Felix Mendelssohn (solista: Jean Alard)
- Inno austriaco di Joseph Haydn

L'iniziativa ebbe un notevole successo e i Concerts Populaires divennero un'istituzione che giocò un ruolo determinante nella creazione di un nuovo pubblico al quale far conoscere il repertorio tedesco. Allo stesso tempo ebbe un'influenza positiva sulla produzione di nuova musica sinfonica francese.
L'attività proseguì in questo modo fino al 1884 e nel 1886 Pasdeloup riorganizzò l'istituzione, realizzando un festival dedicato a César Franck che ottenne grande successo.
Dopo la morte di Pasdeloup l'orchestra riprese la sua attività nel 1919 su iniziativa di Serge Sandberg, con il nome di Orchestre Pasdeloup.

## Direttori

### Direttori principali
- 1861-1887: Jules Pasdeloup
- 1919-1933: Rhené-Baton
- 1934-1970: Albert Wolff
- 1970-1990: Gérard Devos

Dal 1990 l'orchestra non designa più un direttore principale e la sua organizzazione è affidata a un comitato.

### Direttori stabili
- 1922-1925: André Caplet
- 1925-1928: Albert Wolff
- 1928-1932: Désiré-Emile Inghelbrecht

## Principali prime esecuzioni
- Louis Aubert: Habanera, 1919
- Georges Bizet: Roma, 1869 – L'Arlésienne, 1872 – Patrie Ouverture, 1874
- Pierre Capdevielle: Incantation pour la mort d'un Jeune Spartiate, 1933
- Jacques Charpentier: Sinfonia n. 5, 1977
- Claude Debussy: Première rhapsodie per clarinetto e orchestra, 1919
- Henri Duparc: Léonore, 1877
- Édouard Lalo: Symphonie Espagnole, 1875 – Le Roi d'Ys, ouverture, 1876
- Marcel Landowski: Rythmes du monde, 1941 – Concerto per pianoforte e orchestra n. 1, 1942 – Sinfonia n. 1, 1949 – Les Noces de la Nuit, 1962
- Raymond Loucheur: Sinfonia n. 1, 1935
- Jean Martinon: Sinfonia n. 2, 1945
- Georges Migot: Sinfonia n. 1, 1922 – La Jungle, 1932
- Darius Milhaud: Les Choéphores, 1927 – Concerto pour piano n° 1, 1931
- Maurice Ravel: Alborada del gracioso, 1919 – Le Tombeau de Couperin, 1929
- Albert Roussel: Sinfonia n. 2, 1922 – Sinfonia n. 4, 1935
- Camille Saint-Saëns: Le Rouet d'Omphale, 1872
- Henri Sauguet: Sinfonia n. 4, 1971
- Henri Tomasi: Chant pour le Viêt-Nam, 1969

## Discografia parziale
- Le Financier et le Savetier, et autres délices... - J. Offenbach - Orchestre des concerts Pasdeloup - Direction - Jean-Christophe Keck -  CD Accord Universal - Janvier 2007